# مصطفى شكري (لاعب كرة قدم)
مصطفى شكري (مواليد 1945) هو لاعب كرة قدم. لعب مع منتخب المغرب لكرة القدم. سبق له أن لعب في كأس العالم لكرة القدم مع منتخب بلاده.
لقّب "بيتشو"، ولعب مع منتخب المغرب لكرة القدم. لعب في صفوف فريق نادي الرجاء الرياضي مع لاعبين كحميد وابهيجة واعليوات وموسى وبنيني وابتي عمر.
بعد الرجاء انتقل إلى فريق نادي الوداد الرياضي وفاز معه بالعديد من البطولات والكؤوس، بعد الرجاء والوداد انتقل إلى الديار السعودية وبالضبط فريق الوحدة.
في شهر يناير من سنة 1980، توفي اللاعب الدولي المغربي مصطفى شكري الشهير بلقب بيتشو عن سن ناهز 32 سنة، وكان حينها محترفا بنادي الوحدة السعودي.

## روابط خارجية
- مصطفى شكري على موقع الاتحاد الدولي (مؤرشف)  (الإنجليزية)
- مصطفى شكري على موقع قاعدة بيانات كرة القدم.إي يو (الإنجليزية)
- مصطفى شكري على موقع ناشيونال فوتبول تيمز (الإنجليزية)